# 石踏一榮
石踏 一榮（いしぶみ いちえい、1981年4月25日 - ）は、日本のライトノベル作家。千葉県出身。

## 来歴・人物
2005年に富士見書房主宰の第17回ファンタジア長編小説大賞に応募した『電蜂 DENPACHI』が特別賞を受賞。翌2006年に同作品が単行本化され、デビューを果たす。同年に第2作『SLASH/DOG』が出版された。それから2年後の2008年に第3作『ハイスクールD×D』シリーズが刊行開始されたが、その準備中に父親が他界している。また、7年後の2015年7月に発売された『ハイスクールD×D』20巻の準備中に母親が他界した。
趣味はガンプラとポケモンであり、自身のブログ「イチブイ」でも話題にすることが多い。
『グランクレスト・リプレイ ライブシリーズ ライブ・ファンタジア』にプレイヤーとして出演している。

## 作品一覧
- 電蜂 DENPACHI（『富士見ファンタジア文庫』イラスト：結賀さとる、2006年1月初版、ISBN 978-4-82911-788-0）
- SLASH/DOG1 ―スラッシュ・ドッグ 胎動―（『富士見ファンタジア文庫』、イラスト：横溝大輔、2006年8月初版、ISBN 978-4-82911-849-8）
- ハイスクールD×D（『富士見ファンタジア文庫』、イラスト：みやま零、2008年9月初版 - 、既刊36巻<本編29巻、短編7巻>）
- 堕天の狗神 -SLASHDØG-（『富士見ファンタジア文庫』、イラスト：きくらげ、2017年11月初版 - 、既刊3巻）